# Heilige Liga (1684)
Die 1684 gegründete Heilige Liga war ein Bündnis des Heiligen Römischen Reiches mit anderen europäischen Mächten gegen das Osmanische Reich. Sie wurde am 5. März 1684 durch die Vermittlung von Papst Innozenz XI. auf Initiative von Kaiser Leopold I. gegründet. Mitglieder waren neben Reich und Papst zunächst Polen-Litauen sowie die Republik Venedig. Nach Unterzeichnung des „Ewigen Friedens“ mit Polen am 6. Mai 1686 trat das Zarentum Russland der Heiligen Liga bei.

## Mitglieder
- Heiliges Römisches Reich
- Kirchenstaat
- Venedig
- Polen-Litauen
- Russland

## Hintergrund
Ein Jahr vor Ablauf eines auf 20 Jahre befristeten Waffenstillstands (→ Frieden von Eisenburg) zwischen Osmanischem Reich und den österreichischen Habsburgern hatte sich der osmanische Großwesir Kara Mustafa mit einem 150.000 Mann starken Heer im Frühjahr 1683 Richtung Wien in Marsch gesetzt. Ziel war es, die bereits 1529 erfolglos belagerte Residenzstadt des römisch-deutschen Kaisers einzunehmen. Seit dem 14. Juli war Wien eingeschlossen, konnte sich jedoch erfolgreich gegen die Belagerer behaupten. Ein vom polnischen König Johann III. Sobieski angeführtes Entsatzheer fügte den Belagerern am 12. September eine  vernichtende Niederlage zu und zwang die Osmanen zum Rückzug.

## Die Heilige Liga im Großen Türkenkrieg
Unter Vermittlung des Papstes einigten sich Kaiser Leopold I., Polen und Venedig auf ein gemeinsames Vorgehen gegen die Osmanen. Während ein erster Vorstoß nach Ungarn im Jahr 1684 noch erfolglos blieb (→ Belagerung von Ofen (1684/1686)), konnten die Verbündeten den Osmanen ab dem folgenden Jahr mehrere schwere Niederlagen bereiten (u. a. in den Schlachten bei Mohács (1687) sowie bei Zenta (1697)) und Gebiete erobern, die zum Teil für Jahrhunderte zum Osmanischen Reich gehört hatten: Ungarn, Transsilvanien, Serbien, zeitweise sogar den griechischen Peloponnes.
Am 26. Januar 1699 kam es schließlich zwischen dem Kaiser, Polen und Venedig einerseits sowie dem Osmanischen Reich andererseits zum Friedensschluss: Das mit Siebenbürgen wiedervereinte Ungarn wurde den Habsburgern zuerkannt, ebenso fiel der Großteil Kroatiens (in etwa das heutige Slawonien) an Österreich, das damit zur europäischen Großmacht aufstieg. Venedig wurde der Besitz der 1686 eroberten Morea (heute Peloponnes) bestätigt. Polen erhielt das 1672 durch die Hohe Pforte okkupierte Podolien sowie Teile der Ukraine zurück. Mit Russland schloss das Osmanische Reich, das bis auf das Banat all seine Eroberungen des 16. Jahrhunderts wieder verloren hatte, einen auf zwei Jahre befristeten Waffenstillstand.
Die Heilige Liga von 1684, die bekannteste und letzte in einer Reihe von Bündnissen, die alle den Namen „Heilige Liga“ trugen, wurde mit dem Friedensschluss 1699 aufgelöst.